# Font de l'Abellar
La Font de l'Abellar és una surgència del terme municipal de Monistrol de Calders, al Moianès.
Està situada a 630 metres d'altitud, al capdamunt del Sot de l'Abellar. És al sud-oest del poble de Monistrol de Calders i a llevant de la masia del Bosc. S'hi accedeix a través d'un corriol del camí del Bosc de Mussarra a Mussarra.